# Ryoma Eguchi
Ryoma Eguchi (japanisch 江口 稜馬 Eguchi Ryoma; * 22. Oktober 1999 in der Präfektur Kyōto) ist ein japanischer Fußballspieler.

## Karriere
Ryoma Eguchi erlernte das Fußballspielen in den Jugendmannschaften des Shiko FC und des Saison FC, in der Schulmannschaft der Yasu High School sowie in der Universitätsmannschaft der Hannan-Universität. Seinen ersten Vertrag unterschrieb er am 1. Februar 2022 bei Tegevajaro Miyazaki. Der Verein aus Miyazaki, einer Stadt in der gleichnamigen Präfektur Miyazaki, spielt in der dritten japanischen Liga. Sein Drittligadebüt gab Ryoma Eguchi am 20. März 2022 (2. Spieltag) im Heimspiel gegen Giravanz Kitakyūshū. Hier wurde er in der 86. Minute für Kazuki Takahashi eingewechselt. Das Spiel endete 2:2.